# Sukasenang (Bayongbong)
Sukasenang is een bestuurslaag in het regentschap Garut van de provincie West-Java, Indonesië. Sukasenang telt 4636 inwoners (volkstelling 2010).